# Афодій червонокрилий
Афодій червонокрилий (Aphodius fimetarius) — вид жука-скарабея, що походить з Європи.

## Морфологічні особливості
Довжина тіла жуків досягає 5–8 міліметрів. Забарвлення мінливе. Переднеспинка зазвичай чорна і має червонувато-коричневі передні кути, які іноді відсутні. Надкрила зазвичай суцільні, яскраво-червонувато-коричневі, але в останній чверті також може бути темна пляма. Деякі екземпляри також мають повністю чорні надкрила. Переднеспинка дрібно крапована.

## Поширення
Тварини широко розповсюджені в Європі. Вони також населяють Азію та Північну Африку, а також були завезені до Північної Америки. Вони живуть переважно на відкритих територіях, де є велика рогата худоба та коні.

## Спосіб життя
Жуків можна побачити в польоті в пошуках їжі з ранньої весни до осені. Харчуються гноєм великої рогатої худоби та коней, а також можна зустріти на падлі. Після спарювання самиці відкладають яйця прямо в кал. Личинки живляться фекаліями. Коли вони досить дорослі, вони заляльковуються. З лялечки виходить готовий жук.